# Гельмут фон Руктешелль
Гельмут фон Руктешелль (нім. Hellmuth von Ruckteschell; 23 березня 1890, Гамбург — 14 червня 1948, Гамбург) — німецький офіцер, капітан-цур-зее крігсмаріне. Кавалер Лицарського хреста Залізного хреста з дубовим листям.

## Біографія
В січні 1909 року поступив на службу в кайзерліхмаріне. Учасник Першої світової війни. 2 березня 1916 року перейшов у підводний флот, спочатку служив вахтовим офіцером на підводних човнах U 3 і U 57. З 1 вересня 1917 по 30 березня 1918 року — командир UB 34, з 23 березня по 11 листопада 1918 року — U 54. Всього за час бойових дій потопив 21 корабель загальною водотоннажністю 27 275 брт, захопив як приз 1 корабель (185 брт) і пошкодив 2 кораблі (7 621 брт). 24 листопада 1919 року демобілізований.
В 1939 році знову поступив на флот, з 5 вересня по 28 грудня 1939 року служив у Бремені. З 28 грудня 1939 року — командир мінного загороджувача «Кобра». З 16 січня по листопад 1940 року — командир допоміжного крейсера «Віддер», на якому протягом 180-денного плавання потопив 10 торгових суден ворога (56 644 брт). З 17 вересня 1941 року — командир допоміжного крейсера «Міхель». До березня 1943 року потопив 14 кораблів (94 363 брт; без врахування призових кораблів). 2 березня 1943 року «Міхель» прибув у Кобе. З 3 березня 1943 року — військово-морський аташе в Токіо. Після закінчення Другої світової війни заарештований британською владою в Пейпінгу (Китай). 5 травня 1947 року постав перед судом Британського військового трибуналу в Гамбурзі. 21 травня засуджений до 10 років позбавлення волі. Помер в ув'язненні.

## Звання
- Морський кадет (1 квітня 1909)
- Фенріх-цур-зее (12 квітня 1910)
- Лейтенант-цур-зее (19 вересня 1912)
- Оберлейтенант-цур-зее (2 травня 1915)
- Капітан-лейтенант запасу (27 грудня 1919)
- Капітан-лейтенант резерву (5 вересня 1939)
- Капітан-цур-зее (3 вересня 1942)

## Нагороди
- Залізний хрест
  - 2-го класу (10 жовтня 1915)
  - 1-го класу (3 листопада 1916)
- Ганзейський хрест
  - Гамбург (29 травня 1916)
  - Бремен (29 грудня 1917)
- Королівський орден дому Гогенцоллернів, лицарський хрест з мечами (13 серпня 1918)
- Нагрудний знак підводника
- Почесний хрест ветерана війни з мечами
- Застібка до Залізного хреста 2-го і 1-го класу
- Лицарський хрест Залізного хреста з дубовим листям
  - лицарський хрест (31 жовтня 1940)
  - дубове листя (№ 158; 23 грудня 1942)
- Нагрудний знак допоміжних крейсерів (30 грудня 1942)
- Орден Священного скарбу 3-го класу (Японська імперія; 8 березня 1943)